# Danny Thomas
Danny Thomas, pseudônimo de Amos Alphonsus Muzyad Yakhoob (Deerfield, 6 de janeiro de 1912 - Los Angeles, 6 de fevereiro de 1991) foi um ator e apresentador estadunidense, de origem libanesa, vencedor do Emmy Awards.